# NGC 2596
NGC 2596 (również PGC 23714 lub UGC 4419) – galaktyka spiralna (Sb), znajdująca się w gwiazdozbiorze Raka. Odkrył ją Albert Marth 26 stycznia 1865 roku.
W galaktyce tej zaobserwowano supernową SN 2003bp.